# Periclimenes curvirostris
Periclimenes curvirostris är en kräftdjursart som beskrevs av Kubo 1940. Periclimenes curvirostris ingår i släktet Periclimenes och familjen Palaemonidae. Inga underarter finns listade i Catalogue of Life.